# Angurboda
Angurboda ou, em português, Angerboda (Angrboða em nórdico arcaico) é uma Jotun (Gigante) e a primeira esposa de Loki. Na mitologia nórdica, Angrboda (Angurboda, Angerboda, significado "Aquela que traz a tristeza") é uma gigante, amante do deus Loki e cultuada como a deusa do medo, devido aos seus monstruosos filhos. Ela era forte, poderosa e determinada, conhecida como "A Guardiã de Járnvid (Floresta de Ferro)".   